# Donald Ray Brown
Donald Ray Brown (* 28. März 1954 in Hernando,  DeSoto County, Mississippi) ist ein US-amerikanischer Jazzpianist, Komponist und Hochschullehrer.

## Leben
Erst auf Anraten von James Williams wendete sich der Bruder fünf klavierspielender Schwestern dem Klavierspiel zu, nachdem er zuvor auf dem Baritonhorn, Trompete und Schlagzeug gespielt hatte. Er besuchte von 1972 bis 1975 die Memphis State University als Musikstipendiat, spielte Rhythm ’n’ Blues in Memphis und löste 1981 für ein Jahr James Williams als Pianist von Art Blakeys Jazz Messengers ab. Wegen einer Arthritis nahm er 1983 seine Lehrtätigkeit in Berklee College of Music zusammen mit Jerry Coker auf; seit 1988 ist er an der University of Tennessee tätig, derzeit als Associate Professor. Gelegentlich nahm er mit Musikern wie Freddie Hubbard oder Eddie Lockjaw Davis auf und spielte eigene Alben ein, so Blues Man from Memphis mit dem Knoxville Jazz Orchestra und Bill Scarlett (2007).
Er ist Mitglied im Contemporary Piano Ensemble. Bei Blakey komponierte und arrangierte er Stücke. Seine Stücke wurden von Williams, Art Farmer, Donald Byrd, Jon Faddis, Wynton Marsalis, Kenny Garrett oder Wallace Roney eingespielt.

## Seine Musik
Seine Art, kleine und größere Jazzbesetzungen zu arrangieren, beeinflusste zum Beispiel Mulgrew Miller. Er kann ein hymnisch eingespieltes Killing me softly with his Song von Aretha Franklin als Pianosolo vorweisen. Er steht klanglich in der Nachbarschaft von Phineas Newborn und Harold Mabern. In dem Titel Cartunes seiner gleichnamigen CD klingt das gesamte Bläserarrangement wie ein Klavier. Seine Art für Gruppen zu arrangieren ist unaufdringlich eindringlich, erinnert an Fusionmusik und ist zugleich mehrschichtig.
Seine Arrangements oder Kompositionen sind rhythmisch treibend, fallen spontan in einen Swing und wechseln in der Stilistik, zum Beispiel I Didn't Know What Time It Was auf "The Sweetest Sounds".

## Auswahldiskographie
- Cause and Effekt, 1991, Muse, mit Steve Nelson, James Spaulding und Joe Henderson
- Cartunes, 1995, Muse MCD 5522. Mit Arrangements für drei Bläser, Vibraphon und Percussion und humoristischer Vokaleinlage von Harold Mabern
- The Sweetest Sounds, 1989, Jazz City, 660 53 008, Quartett mit dem Vibraphonisten Steve Nelson

## Lexigraphische Einträge
- Leonard Feather, Ira Gitler: The Biographical Encyclopedia of Jazz. Oxford University Press, New York 1999, ISBN 0-19-532000-X.